# Evangelische Kirche Weinfelden

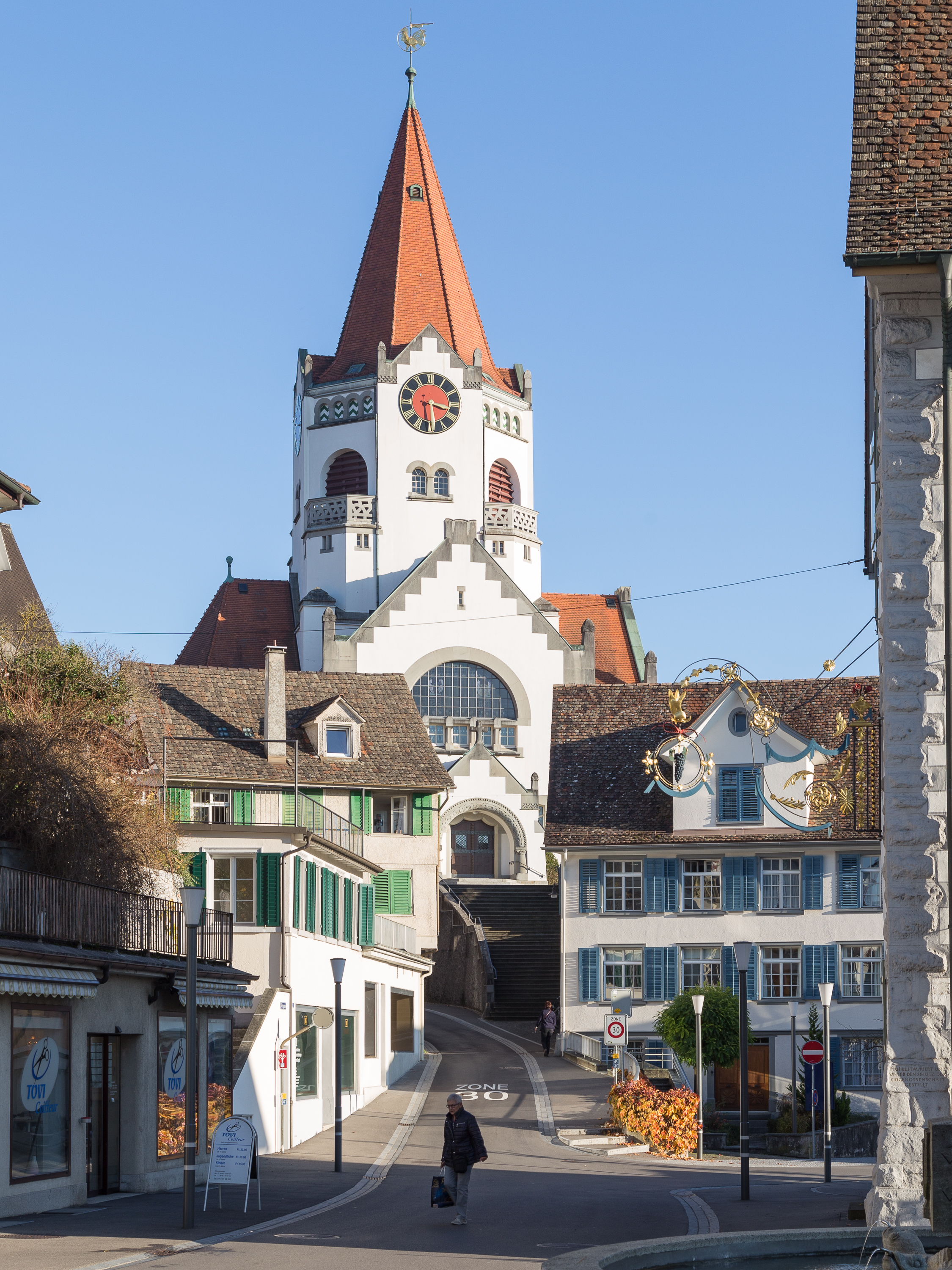
Erhöhte Lage: Evangelisch-Reformierte Kirche

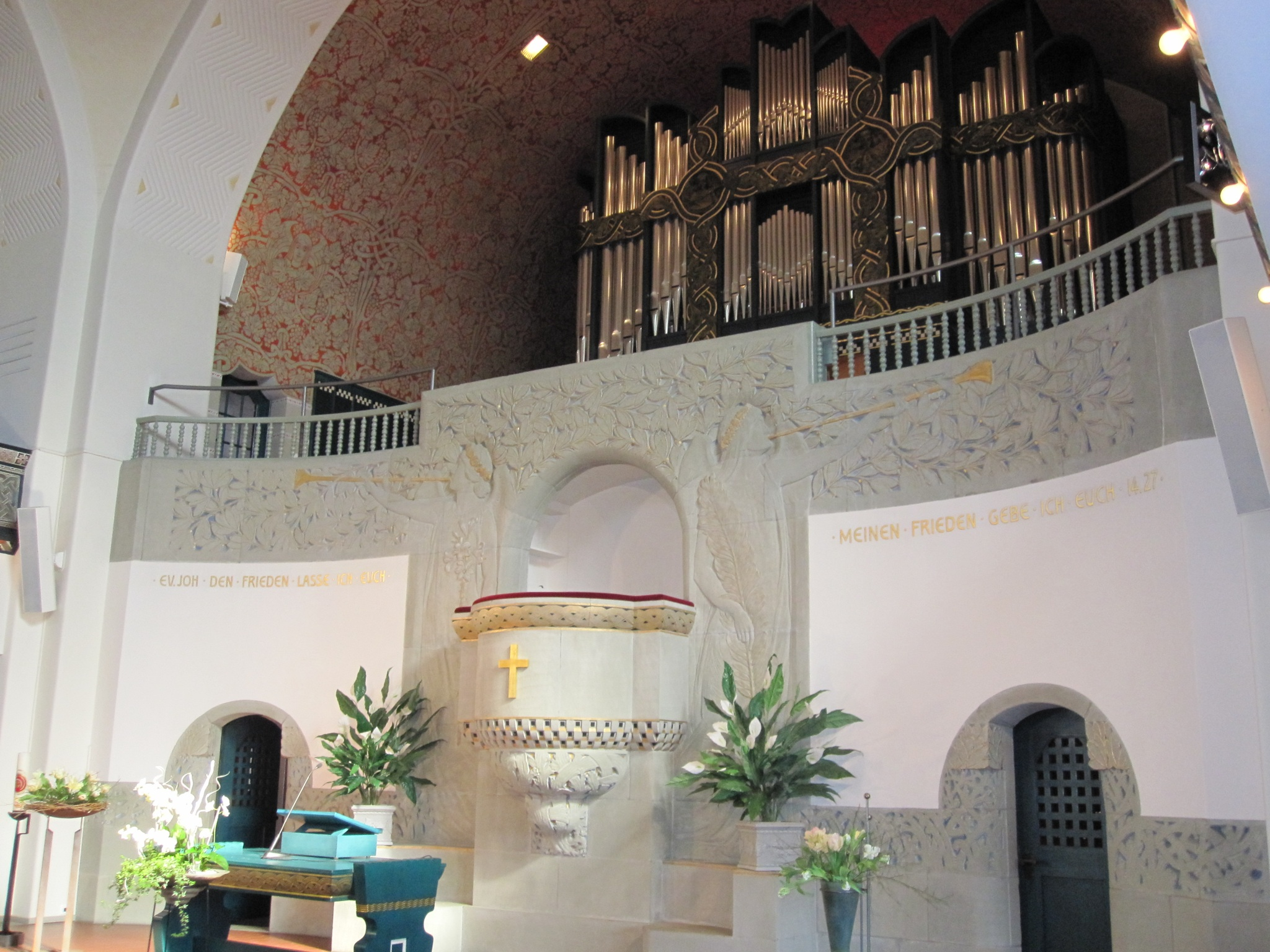
Innenansicht, Blick auf die Kanzelwand

Die Evangelische Kirche Weinfelden ist ein stadtbildprägendes und denkmalgeschütztes evangelisch-reformiertes Gotteshaus im thurgauischen Weinfelden (Schweiz).

## Geschichte

### Vom ersten Kirchenbau zur Reformation
Unter dem Patrozinium von Johannes dem Täufer entstand im 13. Jahrhundert ein erster christlicher Sakralbau in Weinfelden. Weinfelden, das von einem Pfarrhelfer seelsorglich betreut wurde, gehörte im Hochmittelalter zur Pfarrei Bussnang und konnte erst 1293 selbständig werden.
1529 nahm Weinfelden mehrheitlich die Reformation an. 1567 wurde die Kirche – nun nach dem Konzept einer reformierten Predigtkirche – an heutiger Stelle neu erbaut. Dieser Kirchbau sollte auch repräsentativ sein für die neu gewonnene wirtschaftliche Bedeutung Weinfeldens. Der Turm wurde gegenüber dem Vorgängerbau erheblich vergrössert und neue Glocken gegossen und aufgezogen. Zudem erhielt Weinfelden einen neuen, dem reformierten Glauben verpflichteten Pfarrer.

### Frühe Neuzeit und zweite Kirche
Die altgläubige Minderheit behielt das Recht zur gottesdienstlichen Nutzung der Kirche, was ein konfliktreiches Nebeneinander schuf. Nach dem Villmergerkrieg und dem Vierten Landfrieden 1712 beruhigte sich die Situation, da die konfessionelle Parität in Weinfelden nun auch gesetzlich geregelt wurde.
1726 wurde das Kirchenschiff durch den Teufner Baumeister Jakob Grubenmann erheblich erweitert. Im Dezember des Jahres fand die Einweihung dieser Simultankirche statt. Sie verfügte über zwei Taufsteine, und die Katholiken erhielten für die Messfeiern drei Altäre zugestanden.

### Die heutige Kirche als dritter Bau
An der Wende vom 19. zum 20. Jahrhundert kam der Wunsch nach einem zeitgemässen Kirchenneubau auf. Eine paritätisch zusammengesetzte Kommission wurde gegründet, und im Januar 1900 legte der Romanshorner Architekt Keller eine Skizze für einen Neubau des Turmes und für eine modernere Bestuhlung im Kirchenschiff vor. Das Konzept wurde jedoch abgelehnt.
Im Mai 1901 wurde ein neues Konzept für den Turmersatz präsentiert. Der Vorschlag der Architekten Pfleghard und Haefeli stellte beide Konfessionsparteien zufrieden. Um den Konsens nicht zu gefährden, wurde die Idee einer neuen Bestuhlung und der Ersatz der Heizung zu Gunsten des Turmneubaus mit einem neuen harmonischen Glockengeläute vorerst sistiert.
Beim Abbruch des Turmes drei Monate später erwies sich, dass dieser wirklich in sehr schlechtem Zustand war. Es ist heute nicht mehr erklärlich, warum auch das Kirchenschiff einer erneuten Prüfung unterzogen wurde. Das neue Gutachten besagte nun, dass auch der Rest der Kirche sehr baufällig sei. Kostengünstige Massnahmen zur Sanierung desselben gäbe es nicht. Die beiden Kirchenvorsteherschaften stoppten darum den Turmneubau und prüften nun einen Kirchenneubau. Doch die Ansichten beider Konfessionen für einen gemeinsamen Neubau waren nicht auf einen gemeinsamen Nenner zu bringen. Nicht nur die Kostenaufteilung waren unklar, sondern auch die Gestaltung und Benutzung des Chors, die Taufsteine, die Altäre, die Bestuhlung und schliesslich die gottesdienstlichen Benutzungszeiten. Auf beiden Seiten regten sich starke Kräfte für den Bau von zwei separaten Kirchen.
Am 1. Dezember 1901 wurde der Abbruch der alten paritätischen Kirche und der zweifache Neubau beschlossen. Am 2. Februar 1902 fand der letzte Gottesdienst in der alten Kirche statt. Bereits am Tag darauf wurde die Kirche abgebrochen. Am 13. April 1902 beschloss die evangelische Kirchgemeinde: Die neue Kirche wird gemäss den Plänen der Zürcher Architekten Pfleghard und Haefeli als Zentralbau errichtet. Die neue evangelische Kirche sollte nach den Wünschen der Vorsteherschaft ein repräsentativ-stattlicher Bau sein, der das Dorfbild prägen sollte. Am 10. März 1904 fand die Einweihung statt, nachdem die Katholiken ihre Kirche bereits ein halbes Jahr zuvor in sakralen Gebrauch genommen hatten.

## Ausstattung der heutigen Kirche
Die Kirche ist als klassischer Zentralbau konzipiert. Vier Pfeiler, die jeweils mit einem Rundbogen verbunden sind, tragen eine Kuppel. Im Thurgau war diese Architektur bis dahin unbekannt. Für ein Langhaus reichte der Platz auf dem Felsen über der Altstadt nicht aus. Man behalf sich damit, dass bei jedem Rundbogen ein eigener Chor eingezogen und durch eine Empore gedeckt ist.
Der burgartig anmutende Turm ist im oberen Teil in der Form eines Oktogons gehalten. Er fusst zentral auf den fundamentalen vier Pfeilern.
Im Innern fällt die Kanzelwand mit den übergrossen und doch bis ins Detail künstlerisch anspruchsvoll erarbeiteten Engeln ins Auge. Der gesamte Innenraum ist im seinerzeit aktuellen Jugendstil gestaltet. Die Bänke sind im Halbkreis auf den Abendmahlstisch hin angeordnet.

## Kirchliche Organisation
Weinfelden bildet eine selbständige Kirchgemeinde im Dekanat II: Weinfelden der Evangelischen Landeskirche des Kantons Thurgau.